# Матеус Шлик
Матеус Шлик-Пасаун-Вайскирхен (на чешки: Matyáš Šlik; на немски: Mathäus/Matyas/Mattheus Slik; * ок.. 1400; † 16 септември 1487) е граф на Шлик-Пасаун (Басано дел Грапа, Италия) и Вайскирхен („Холич“ в Словакия), бургграф на Локет и Хеб в Бохемия.

## Живот
Той е син на търговеца и съветник Хайнрих I Шлик († 1425) и съпругата му Констанция (* ок. 1365), вероятно фон Колалто, дъщеря на маркграф Роланд от Требицано. Брат е на прочутия имперски канцлер граф Каспар Шлик († 1449) и Хайнрих II Шлик († ок. 1448), княжески епископ на Фрайзинг (1443 – 1448).
Матеус Шлик е от 1431 г. секретар на император Сигизмунд Люксембургски. През 1432 г. той се записва в университета в Болоня. През 1433 г. е пробст на Алтбунцлау.
След короноването на Сигизмунд Люксембургски за император, Матеус Шлик и брат му Каспер получават от него на 31 май 1433 г. на моста на Тибър в Рим званието рицар. Матеус Шлик след няколко месеца е издигнат на пфалцграф. На 27 януари 1434 г. той е издигнат на имперски фрайхер, на 31 октомври 1437 г. на имперски граф на Пасаун и 1449 г. на граф на Вайскирхен. През 1435 г. двамата братя получават от император Сигизмунд Люксембургски за подарък имението и господството Фалкенау.
Матеус Шлик умира 1487 г. и е погребан в църквата на Локет (Елбоген) от дясната страна на олтара.
Пише се, че Каспар Шлик и братята му са фалшифицирали множество документи.

## Фамилия
Първи брак: на 21 февруари 1437 г. с Кунигунда фон Шварценберг († 2 септември 1469, Егер), дъщеря на фрайхер Еркингер I фон Шварценберг († 1437) и Барбара фон Абенсберг († 1448). Те имат децата:
- Каспар II Шлик († пр. 1516), граф на Пасаун и Шлакенверт, женен за Елизабет фон Гутенщайн
- Николаус III (* сл. 1450; † 1522), женен за Барбара Шенк фон Траутенберг († 1546); (клон Фалкенау)
- Анна Сликова з Пасоун, омъжена за Бусек Плански, барон на Зееберка

Втори брак: с Кравар и има децата:
- Зигмунд
- Хиронимус Шлик († 11 юли 1491, убит), граф на Пасаун и Вайскирхен, женен I. за графиня Катарина фон Глайхен, II. за Маргарета фон Целкинг; (клон Локет)